# Gospodarka materiałowa
Gospodarka materiałowa (ang. materials management) – całokształt zjawisk i procesów związanych z gospodarowaniem materiałami na wszystkich szczeblach zarządzania. Do gospodarki materiałowej zalicza się procesy pozyskania, zapotrzebowania i wykorzystania materiałów we wszystkich fazach procesu gospodarczego oraz ich przemieszczania (dostawy).